# 南センチネル島
南センチネル島（みなみセンチネルとう、英: South Sentinel Island）は、インド領アンダマン・ニコバル諸島の島（無人島）。インド洋東部・ベンガル湾内にある。
アンダマン諸島南部の小アンダマン島から西北西へ26.5キロメートルに位置する。名称の上で対となる北センチネル島からは、南へ59.6キロメートルの距離にある。島の北東 - 南西方向の長さは1600メートルほど、幅は950メートルほど。面積は約1.6平方キロメートル（160ヘクタール）。北センチネル島よりずっと小さく、またそれ以上に注目されることはない。
島についての情報は限られているが、南センチネル島は森林におおわれたサンゴ礁であるということができる。19世紀、島を通過したオールコック大佐 (Colonel Alcock) によって書かれた報告によれば、「（南センチネルは）数フィートの高さがあり、サンゴがそれをぐるりと囲んでいる」と記した。
島は無人であるが、しばしば隔絶された土地や目新しさを求めるダイビング客が遠征に訪れる。無人灯台があるほかに、施設はない。また、北センチネル島のように部族はいない。